# 上地软件园站
上地软件园站位于中国北京市海淀区马连洼街道与上地街道交界处东北旺西路与软件园南街交叉口东侧，以中关村软件园（也被称为上地软件园）命名，是北京地铁13-18北段贯通线的地铁车站。

## 历史
2025年3月20日，北京市规划和自然资源委员会公布13号线扩能提升工程命名预案，拟将本站命名为软件园站。
2025年4月6日，软件园站主体结构封顶。
2025年8月18日，北京市规划和自然资源委员会发布地名公告，将本站正式命名为上地软件园站。

## 出入口
上地软件园站计划设3个出入口。